# Duroia genipoides
Duroia genipoides là một loài thực vật có hoa trong họ Thiến thảo. Loài này được Spruce ex K.Schum. mô tả khoa học đầu tiên năm 1889.